# Força Multinacional e Observadores
A Força Multinacional e Observadores (em inglês: Multinational Force and Observers, MFO) é uma força internacional de manutenção da paz que supervisiona os termos do tratado de paz entre o Egipto e Israel. A MFO geralmente opera dentro e ao redor da península do Sinai, garantindo a livre navegação através do Estreito de Tiran e do Golfo de Aqaba, e o cumprimento dos demais termos do tratado de paz israelo-egípcio.

## Antecedentes

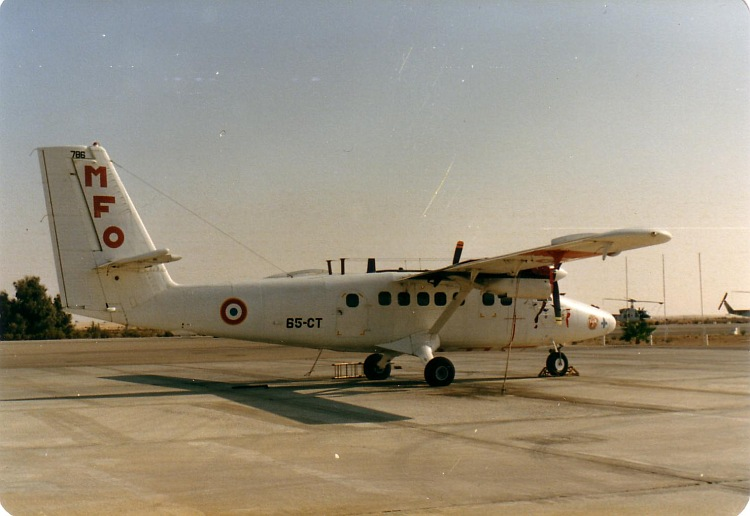
Twin Otter da Força Aérea Francesa na Linha de Voo El Gorah em 1989.

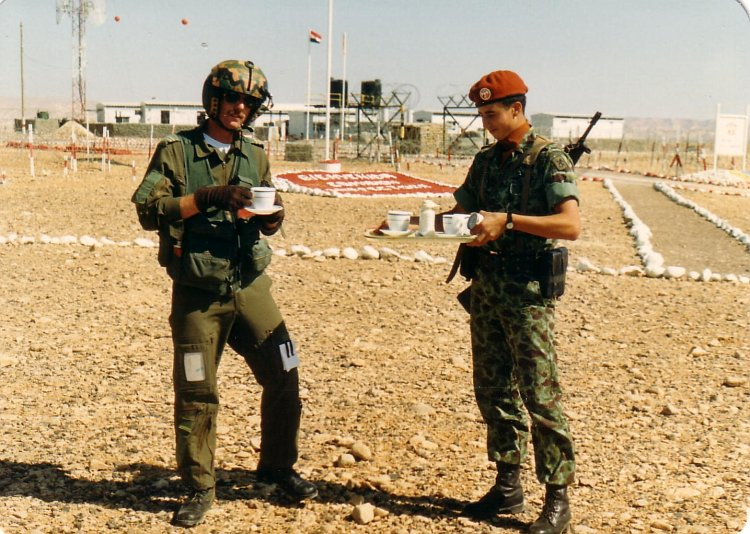
Um soldado colombiano hospeda um piloto de helicóptero canadense em 1989. O colombiano está usando a boina de cor terracota exclusiva da MFO

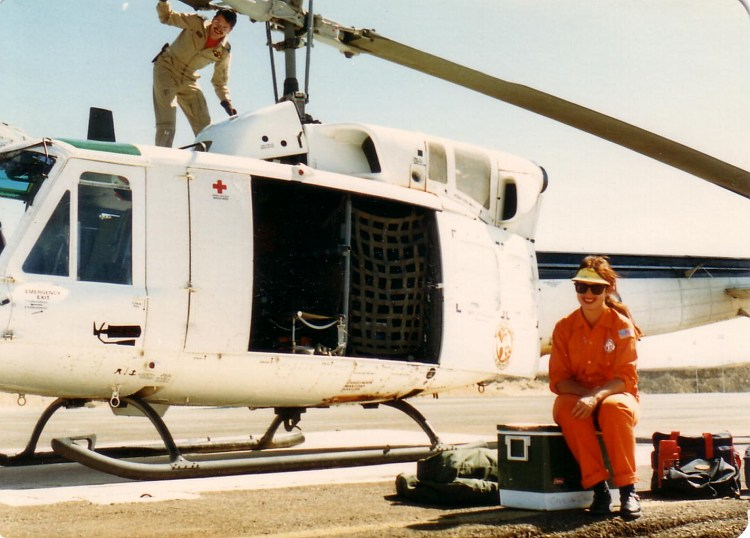
Helicóptero canadense CH135 Twin Huey e uma observadora MFO vestindo o distinto uniforme laranja usado em 1989

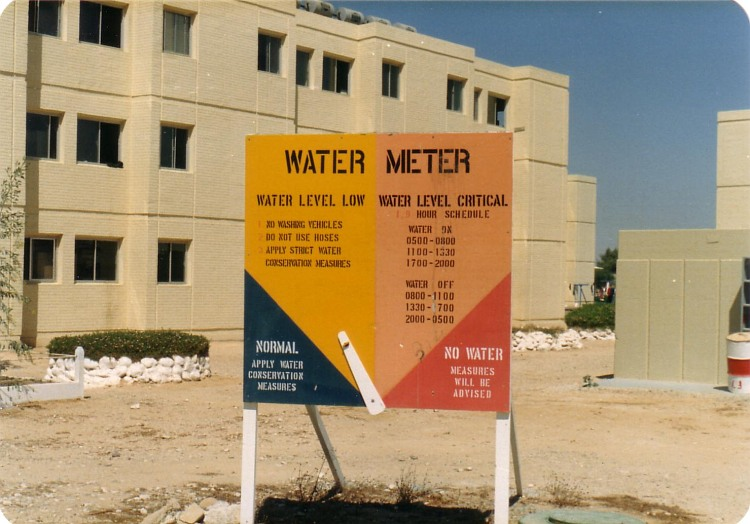
Medidor de água MFO e quartéis de Fiji. A água está sempre em falta no Sinai.

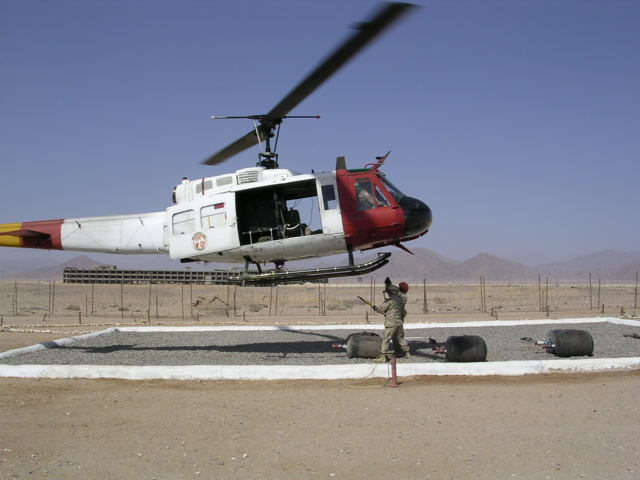
Soldados do Exército dos EUA do 1º batalhão do 125º Regimento de Infantaria carregando suprimentos em 2004.

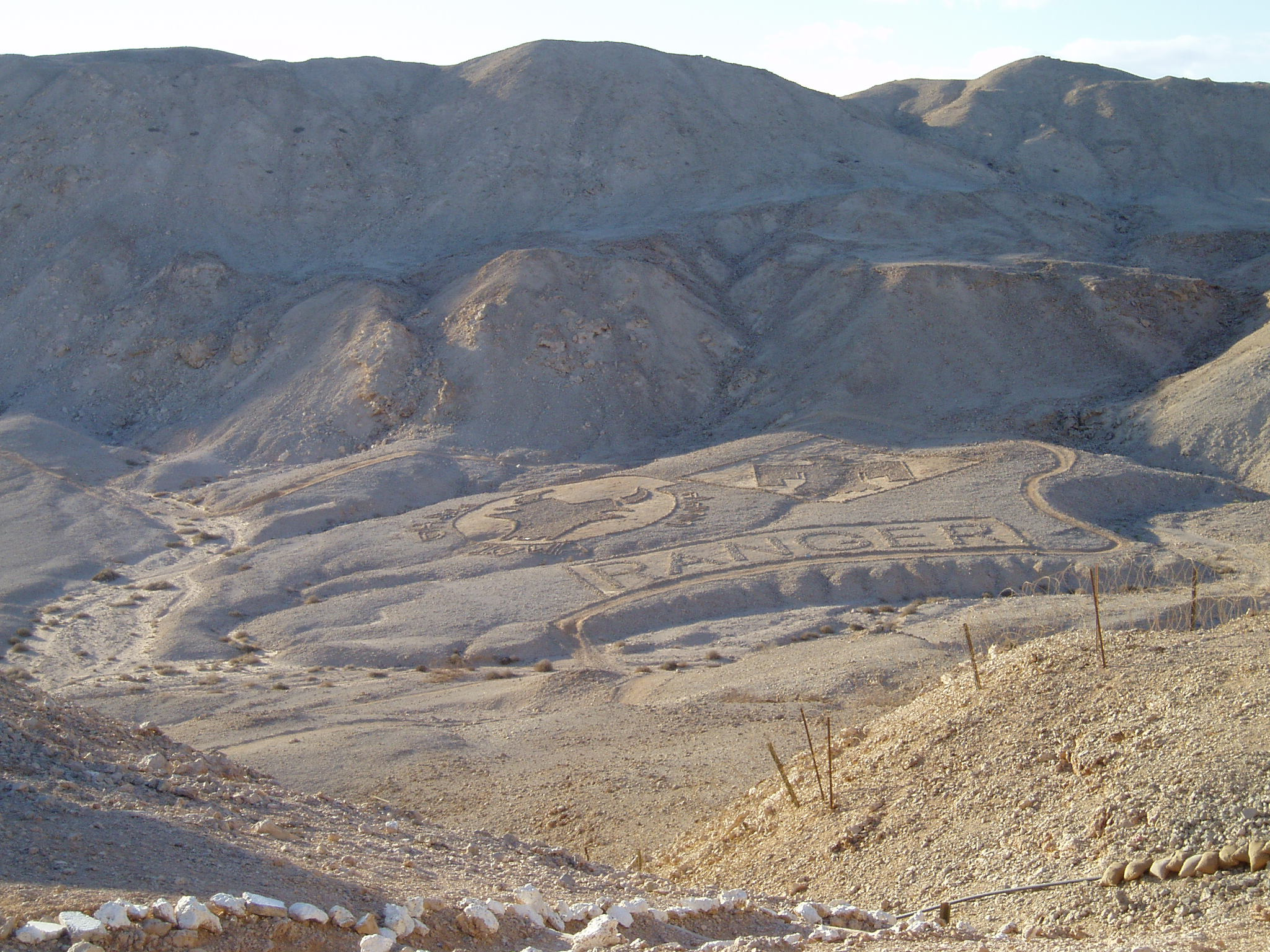
Trilha de treinamento físico no PO (ponto de observação) 3-11 na Ilha Tiran, no Mar Vermelho. A ilha está cercada por minas terrestres funcionais e não funcionais.

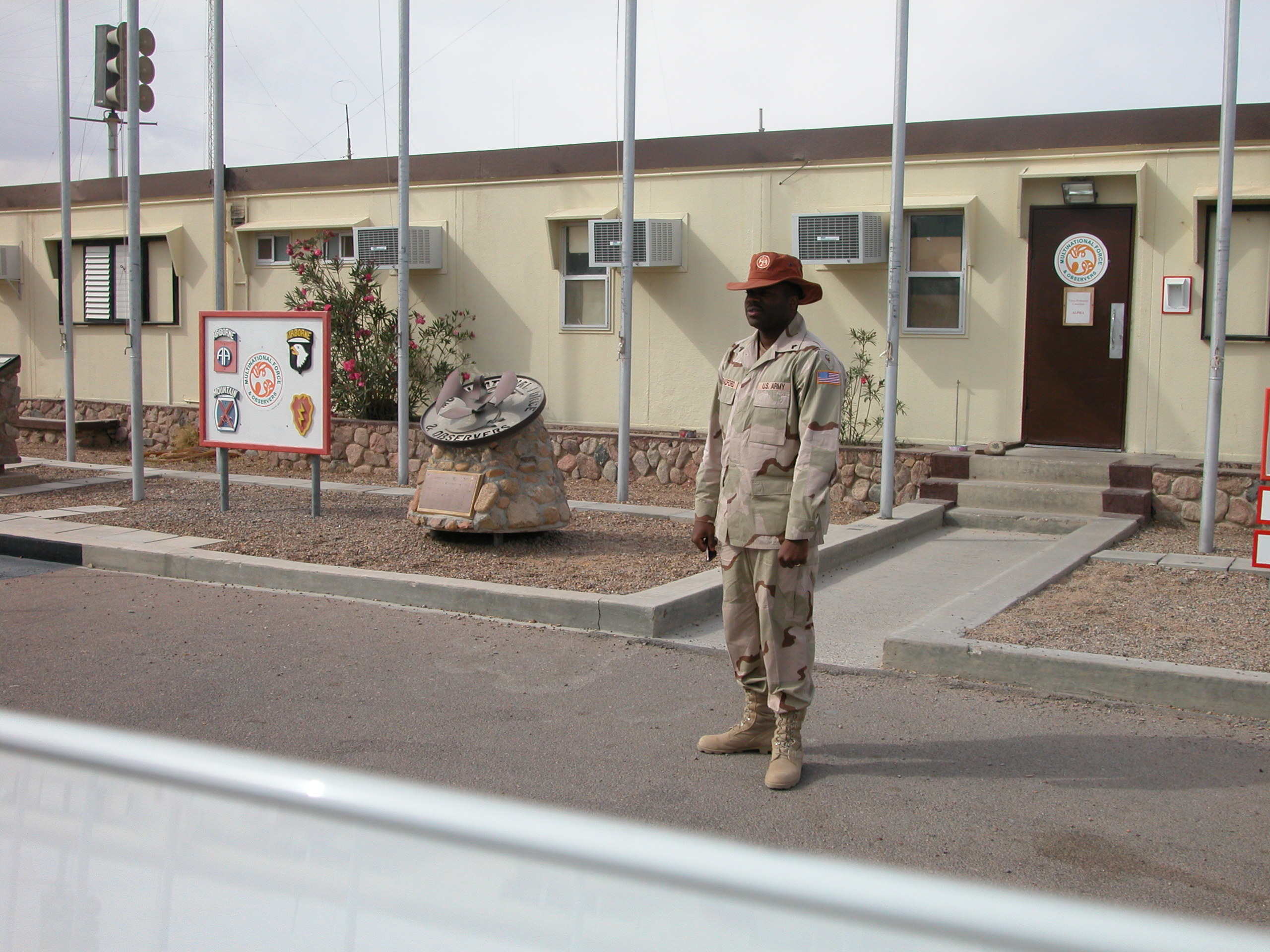
Um soldado do USBATT MFO usando o chapéu stetson laranja autorizado que o identifica como um mantenedor da paz da MFO em frente à sede do USBATT do Acampamento Sul em Sharm el- Sheikh.

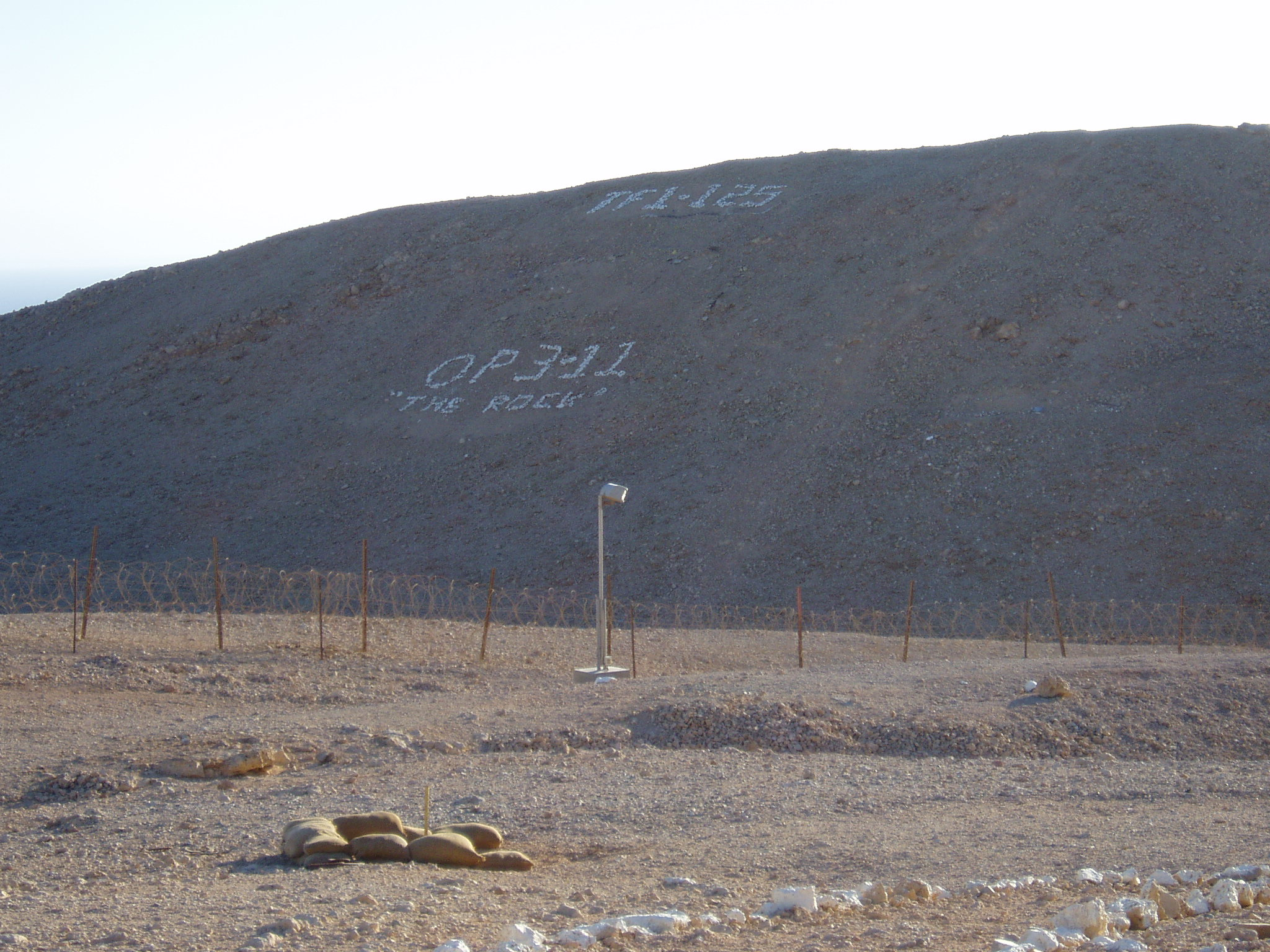
Uma colina fora da zona de pouso na ilha Tiran (PO 3-11). Os soldados da MFO apelidaram o PO 3-11 de "The Rock" em homenagem ao filme de prisão americano devido às suas qualidades supostamente semelhantes.

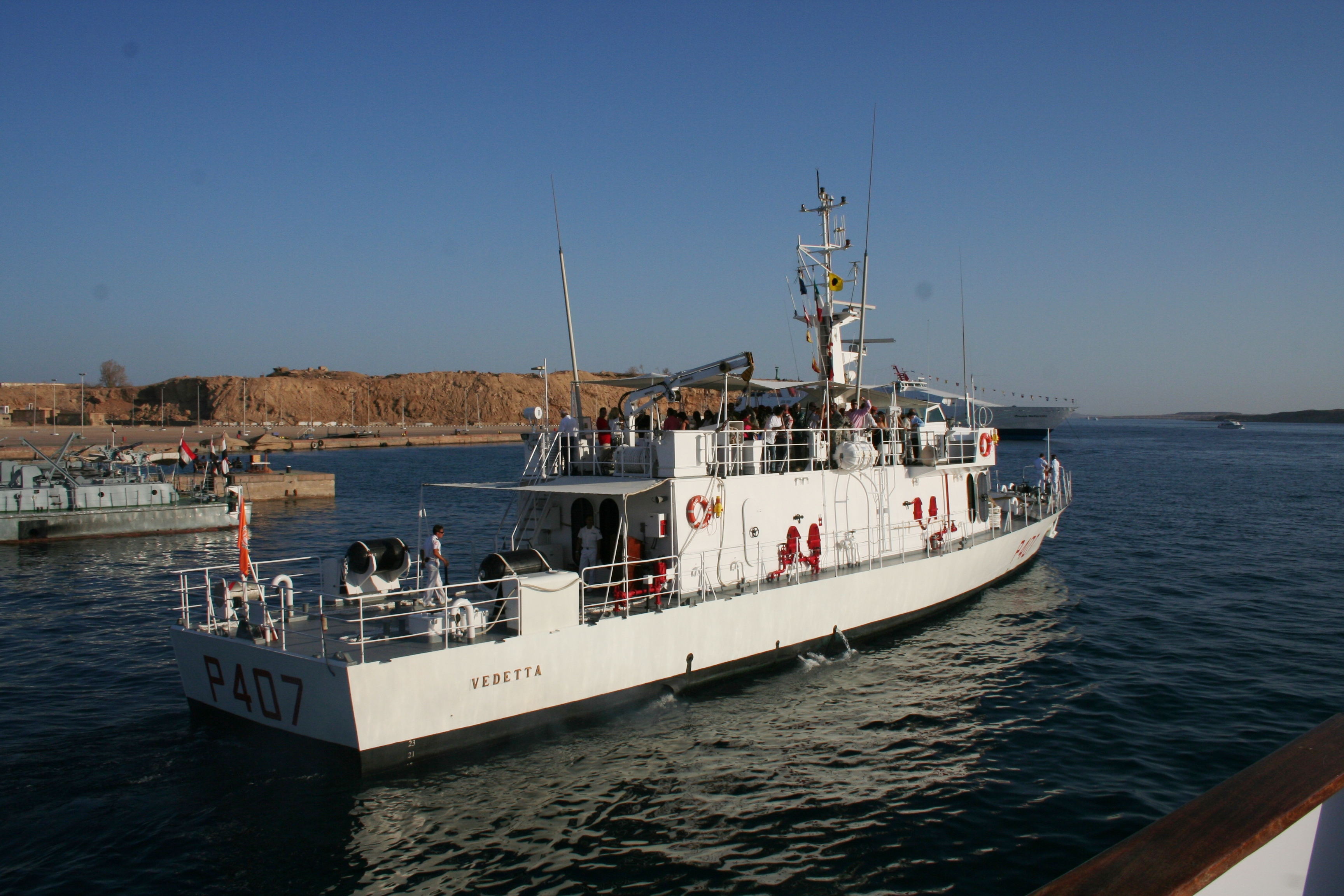
O barco-patrulha italiano Vedetta, um barco-patrulha da classe Esploratore. Os navios da Unidade de Patrulha Costeira servem como postos móveis de observação no Golfo de Aqaba.

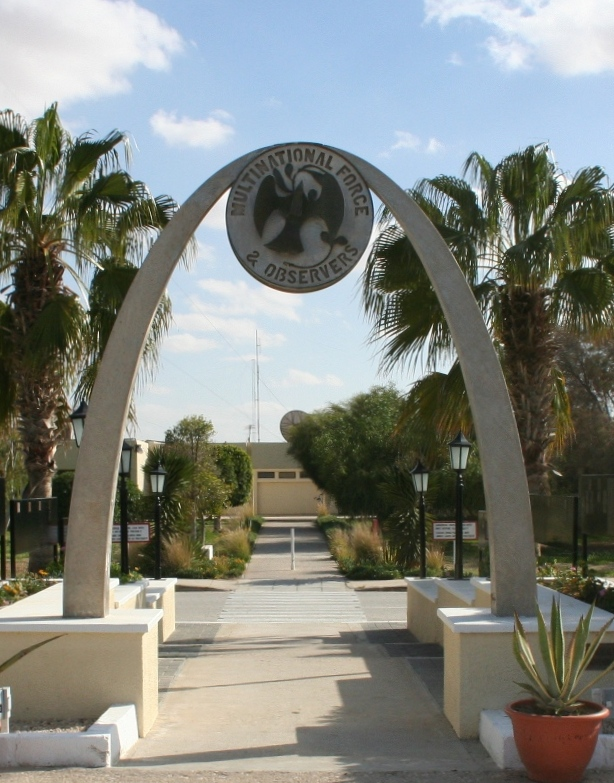
O Arco Memorial. Construído perto do Quartel-General da Força no Acampamento Norte, o Arco inclui placas com os nomes de todos os soldados da paz que morreram enquanto serviam na MFO

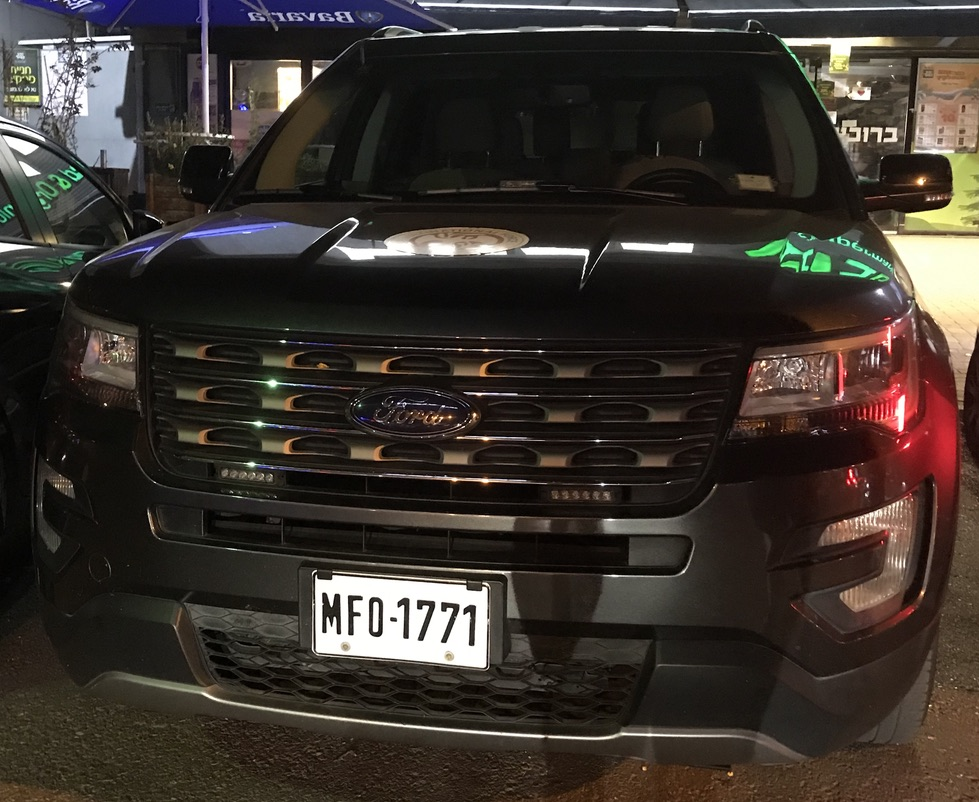
Um carro com placa MFO israelense

Em 17 de setembro de 1978, os Acordos de Camp David foram assinados pelo primeiro-ministro israelense Menachem Begin e pelo presidente egípcio Anwar Sadat sob o patrocínio do presidente dos Estados Unidos, Jimmy Carter. Os acordos previam uma retirada total de Israel do Sinai.
Após a assinatura do tratado de paz Egito-Israel em 26 de março de 1979, foi solicitado às Nações Unidas que fornecessem as forças de manutenção da paz para a Península do Sinai previstas no tratado. Os termos do tratado exigiam a presença de forças de manutenção da paz internacionais para garantir que tanto Israel como o Egipto cumprissem as disposições relativas ao reforço militar ao longo da fronteira.
Inicialmente, a força de manutenção da paz foi fornecida pela Missão de Campanha do Sinai dos EUA, enquanto foram feitos esforços para criar uma força da ONU.
Em 18 de maio de 1981, o Presidente do Conselho de Segurança da ONU indicou que a ONU seria incapaz de fornecer a força, devido à ameaça de veto da moção pela URSS a pedido da Síria.
Como resultado do impasse do Conselho de Segurança da ONU, o Egipto, Israel e os Estados Unidos abriram negociações para criar uma organização de manutenção da paz fora do quadro da ONU. Em 3 de agosto de 1981, foi assinado o Protocolo ao Tratado de Paz, instituindo a Força Multinacional e Observadores.
De 2012 a 2016, o Acampamento Norte da MFO esteve sob ameaça dos ataques do Estado Islâmico do Iraque e do Levante-Província do Sinai e também "passou por períodos de escassez de água e combustível, e um corte quase total do acesso à Internet e serviços de telefones móveis e fixos durante persistentes operações militares egípcias." Em Setembro de 2016, o campo norte da MFO foi reorganizado, com funções não relacionadas com as responsabilidades de observador atribuídas ao sul. 75 soldados norte-americanos foram mobilizados com novos equipamentos de comunicação para reforçar a mão-de-obra da MFO. Os acampamentos são reforçados com cercas inteligentes, mais câmeras de vigilância e sistemas ópticos.

## Missão
A missão da MFO é:
"... supervisionar a implementação das disposições de segurança do Tratado de Paz Egípcio-Israelense e empregar todos os esforços para evitar qualquer violação dos seus termos."
Isto é conseguido através da realização de quatro tarefas:
- Operar postos de controle e postos de observação e realizar patrulhas de reconhecimento na fronteira internacional e na Zona C,
- Verificar, pelo menos duas vezes por mês, se os termos do tratado de paz estão a ser implementados,
- Verificar o cumprimento do tratado de paz no prazo de 48 horas após um pedido de qualquer uma das partes,
- Garantir a liberdade de navegação marítima internacional no Estreito de Tiran e o acesso ao Golfo de Aqaba.

Ao longo das quatro décadas em que a MFO cumpriu a sua missão, provou ser uma força altamente bem-sucedida. O desejo de paz por parte do Egipto e de Israel, combinado com a eficácia da MFO, resultou num estado de paz duradouro entre estas duas nações.

## Organização
A MFO tem a sua sede principal em Roma, onde é chefiada pelo Diretor-Geral. Também possui dois escritórios regionais, em Tel Aviv e no Cairo, enquanto a própria Força está baseada na Zona C da Península do Sinai, sob o comando do Comandante da Força.
O Comandante da Força é responsável pelos elementos militares da MFO, que compreendem:
- Quartel-general
- Três batalhões de infantaria (FIJIBATT, COLBATT e USBATT)
- 1º Batalhão de Apoio dos EUA (antiga Unidade de Apoio Logístico)
- Unidade de Patrulha Costeira (CPU)
- Unidade de Aviação de Asa Rotativa (AVCO)
- Unidade de Aviação de Asa Fixa (FWAU)
- Unidade de Transportes e Engenharia (TREU)
- Unidade de Polícia Militar (FMPU)
- Unidade de Acompanhamento de Voo (Controle de Tráfego Aéreo)

O contingente de Observadores da MFO é composto inteiramente por civis norte-americanos. Os observadores são destacados pelo Departamento de Estado dos EUA ou por militares reformados americanos.

## Estados contribuintes
Em dezembro de 2022, 13 Estados contribuíam com tropas.
| Estado           | Força |
| ---------------- | ----- |
| Austrália        | 27    |
| Canadá           | 52    |
| Colômbia         | 275   |
| República Tcheca | 18    |
| Fiji             | 170   |
| França           | 1     |
| Itália           | 78    |
| Japão            | 2     |
| Nova Zelândia    | 30    |
| Noruega          | 3     |
| Reino Unido      | 2     |
| Estados Unidos   | 452   |
| Uruguai          | 41    |
| Tropas totais:   | 1.151 |

## Cronologia
Abril de 1983
O Coronel Sitiveni Rabuka foi nomeado Comandante do contingente MFO de Fiji. Depois de servir uma postagem de dois anos no Sinai, o Coronel Rabuka retornou a Fiji em 1985 para planejar e encenar um golpe militar sem derramamento de sangue que derrubou o governo eleito de Fiji em 14 de maio de 1987.
Fevereiro de 1984
O Diretor-Geral da MFO, Leamon Hunt, foi assassinado em Roma, na Itália, enquanto estava sentado em seu carro blindado com motorista, fora dos portões de sua residência privada. Os três assassinos despejaram tiros de armas automáticas no vidro traseiro reforçado até conseguirem penetrar mas, no entanto, sem penetrar o vidro. Um dos atiradores pulou no porta-malas e atirou na borda superior da janela traseira, um disparo de 7,65mm rompeu a moldura da janela de borracha e metal e conseguiu atingir o diretor-geral na cabeça. Ele foi levado a um hospital local em Roma, onde morreu uma hora depois. A responsabilidade pelo assassinato foi reivindicada pela Facção Revolucionária Armada Libanesa e pelas Brigadas Vermelhas italianas. Meia hora depois da emboscada, uma estação de rádio de Milão recebeu um telefonema de um homem que dizia que Hunt tinha sido morto por um grupo que queria “as forças imperialistas fora do Líbano” e a Itália fora da Organização do Tratado do Atlântico Norte; além de afirmar que o grupo também se opunha à instalação de mísseis de cruzeiro americanos em Comiso, na Sicília.
Março de 1985
Devido ao fim iminente do compromisso de quatro anos da MFO australiana em Abril de 1986, os governos de Israel, do Egipto e dos Estados Unidos convidaram o Canadá a fornecer um contingente. O Canadá concordou em substituir a Austrália na MFO e em fornecer um esquadrão de helicópteros, oficiais de estado-maior e uma seção de controladores de tráfego aéreo de acompanhamento de voo, totalizando 136 militares. O Contingente Canadense (CCMFO) foi trazido com a força das Forças Canadenses em 26 de setembro de 1985.
Dezembro de 1985
Em 12 de dezembro de 1985, um Arrow Air DC-8 fretado com 248 membros retornando da 101ª Divisão Aerotransportada dos EUA e oito tripulantes caiu na paisagem fria e úmida no final da pista 22 do Aeroporto Internacional de Gander em Gander, Terra Nova, com zero sobreviventes. A 101ª estava voltando para casa depois de uma missão na MFO. A teoria aceita é que a queda foi causada pelo acúmulo de gelo nas superfícies dianteiras das asas, mas ainda persistem debates e especulações de que a queda pode ter resultado de algum tipo de dispositivo incendiário colocado no avião.
Abril de 1986
O contingente australiano, composto por oficiais do estado-maior e um esquadrão de helicópteros que eram membros do destacamento inicial, retirou-se no decurso da redução dos compromissos de manutenção da paz por parte do seu governo. Eles foram substituídos pela Unidade Canadense de Aviação de Asa Rotativa CCMFO, equipada com nove CH135 Twin Hueys, oficiais de estado-maior e acompanhadores de voo. O CCMFO estava operacional em El Gorah, no Sinai, em 31 de março de 1986. Unidades de helicópteros táticos canadenses foram para El Gorah para missões de seis meses. As principais unidades que forneceram pessoal militar foram os Esquadrões de Helicópteros Táticos 408, 427 e 430 e o Esquadrão de Treinamento Operacional de Helicópteros 403.
Janeiro de 1993
Os australianos, que tinham sido substituídos por um contingente britânico, regressaram à missão e o contingente britânico retirou-se. O tenente-coronel Martin Hamilton-Smith foi o primeiro comandante de contingente dos australianos retornando. Ele se tornou um político do sul da Austrália após sua carreira militar.
Agosto de 1994
Membros do contingente australiano da MFO estiveram envolvidos em um acidente de atropelamento que não relataram. O incidente veio à tona quando um dos passageiros do veículo, o sargento do exército David Hartshorn, relatou o incidente depois de retornar à Austrália. A evidência prima facie do incidente foi estabelecida e incluída em uma investigação formal do governo australiano em 2004. Em um artigo do jornalista da News Limited Network, Ian McPhedran, em 30 de agosto de 2012, o ex-sargento David Hartshorn recebeu um pedido de desculpas do ex-chefe do exército australiano, tenente-general David Morrison, e do inspetor-geral da Força de Defesa australiana, o Sr. Geoff Earley, por ser ordenado a não relatar o acidente de atropelamento.
Janeiro de 2002
O 2º Batalhão, 153º Regimento de Infantaria da Guarda Nacional do Arkansas tornou-se a primeira unidade da Guarda Nacional a ser enviada para a Força-Tarefa do Sinai como parte da Operação Noble Eagle. Eles substituíram a 2-87º de Infantaria "Gunslinger" da 10ª Divisão de Montanha baseada em Fort Drum, NY.
Maio de 2007
Uma aeronave de Havilland Canada DHC-6 Twin Otter da Força Aérea Francesa em serviço na Unidade de Aviação de Asa Fixa MFO caiu no meio da península, 80 quilômetros ao sul da cidade de Nakhl. Todos os passageiros e tripulantes eram membros da MFO - oito franceses e um canadense - e todos morreram. A aeronave relatou problemas com um motor e estava tentando um pouso de emergência em uma rodovia quando bateu em um caminhão. O avião sofreu uma colisão e explodiu momentos depois. O motorista do caminhão escapou ileso.
Setembro de 2012
Dezenas de militantes armados atacaram o Acampamento Norte na sexta-feira, 14 de setembro de 2012, derrubando um muro das instalações que abrigava a sede da MFO e incendiando veículos e instalações. Os soldados da MFO defenderam a base e houve troca de tiros. Quatro membros da MFO teriam ficado feridos.
Outubro de 2013
Partes da MFO consideram que os cortes na ajuda militar dos Estados Unidos ao Egipto são negativos para a estabilidade no Sinai, uma vez que o governo militar atingiu duramente os militantes.
Março de 2014
A MFO realizou uma cerimônia de posse para dar as boas-vindas ao novo Comandante da Força da MFO, Major-General Denis Thompson do Canadá, ex-Comandante do CANSOFCOM.
Março de 2015
O contingente canadense adicionou 30 policiais militares canadenses como parte da Unidade de Polícia Militar da MFO. Esse compromisso durou quatro anos, até março de 2019.
Abril de 2015
O contingente húngaro retirou-se do Sinai, encerrando a sua missão de 20 anos.
Março de 2017
O major-general australiano Simon Stuart assume o comando da MFO, substituindo o major-general Denis Thompson do Canadá.
Fevereiro de 2019
Foi feita uma visita à MFO por Kentaro Sonoura, Conselheiro Especial do primeiro-ministro japonês, Shinzo Abe, como parte da consideração de contribuir com pessoal da JSDF para a MFO.
Março de 2019
O contingente canadense completou quatro anos de apoio à Unidade de Polícia Militar, inclusive elogiando essa unidade. O compromisso canadense passou a fornecer 55 militares das Forças Canadenses como conselheiros seniores, pessoal do quartel-general, bem como especialistas em observação remota, apoio logístico, engenharia militar, policiamento e treinamento.
Abril de 2019
A JSDF despachou pessoal para o MFO.
Novembro de 2020
Sete membros da MFO (cinco norte-americanos, um checo e um francês) morreram num acidente de helicóptero UH-60 Black Hawk da MFO perto de Sharm el-Sheikh. Um soldado da paz americano foi ferido no acidente e evacuado por soldados israelenses de busca e resgate da Unidade 669 da Força Aérea para o Centro Médico Soroka em Beersheba, Israel.

## Zonas de manutenção da paz do Sinai

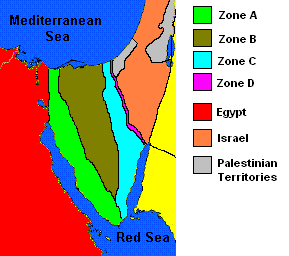
A Península do Sinai

O Artigo 2 do Anexo I do Tratado de Paz previa que a Península do Sinai fosse dividida em zonas. Dentro dessas zonas, o Egito e Israel foram autorizados a vários graus de desenvolvimento militar:
- Zona A: Entre o Canal de Suez e a Linha A. O Egito tem permissão para ter uma divisão de infantaria mecanizada com um total de 22 mil soldados na Zona A.
- Zona B: Entre a Linha A e a Linha B. O Egito tem permissão para quatro batalhões de segurança de fronteira para apoiar a polícia civil na Zona B.
- Zona C: Entre a Linha B e a fronteira Egito-Israel. Apenas a MFO e a polícia civil egípcia são permitidas na Zona C.
- Zona D: Entre a fronteira Egito-Israel e a Linha D. Israel tem permissão para quatro batalhões de infantaria na Zona D.

Dentro da Zona C existem duas instalações principais:
- O Acampamento Norte fica em El Gorah, 37km a sudeste de El Arish e é o local do QG da Força militar.
- O Acampamento Sul está localizado entre as cidades de Sharm el-Sheikh e Naama Bay.

Além disso, existem trinta locais mais pequenos em vários pontos da Zona C. Um posto de observação remota (PO 3-11) está localizado no mar, na Ilha Tiran, necessitando de reabastecimento por via aérea ou marítima.

### Zona C
A Zona C é subdividida em setores, cada um controlado por um Centro de Controle Setorial. Os setores são numerados de norte a sul, com um batalhão de infantaria atribuído a um par de setores numerados consecutivamente:
- Setores 1 e 2 – FijiBatt
- Setores 3 e 4 – ColBatt
- Setores 5 e 7 – USBatt (Os 3 setores originais foram reorganizados em 2 setores)[46]

## Distintivos

Distintivo usado por membros da Unidade de Aviação Rotativa do Contingente Canadense de 1989–90.
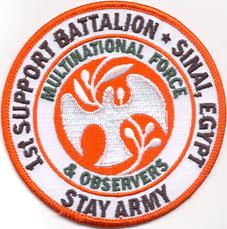
Insígnia de lembrança para membros do 1º Batalhão de Apoio.

## A vida no Sinai

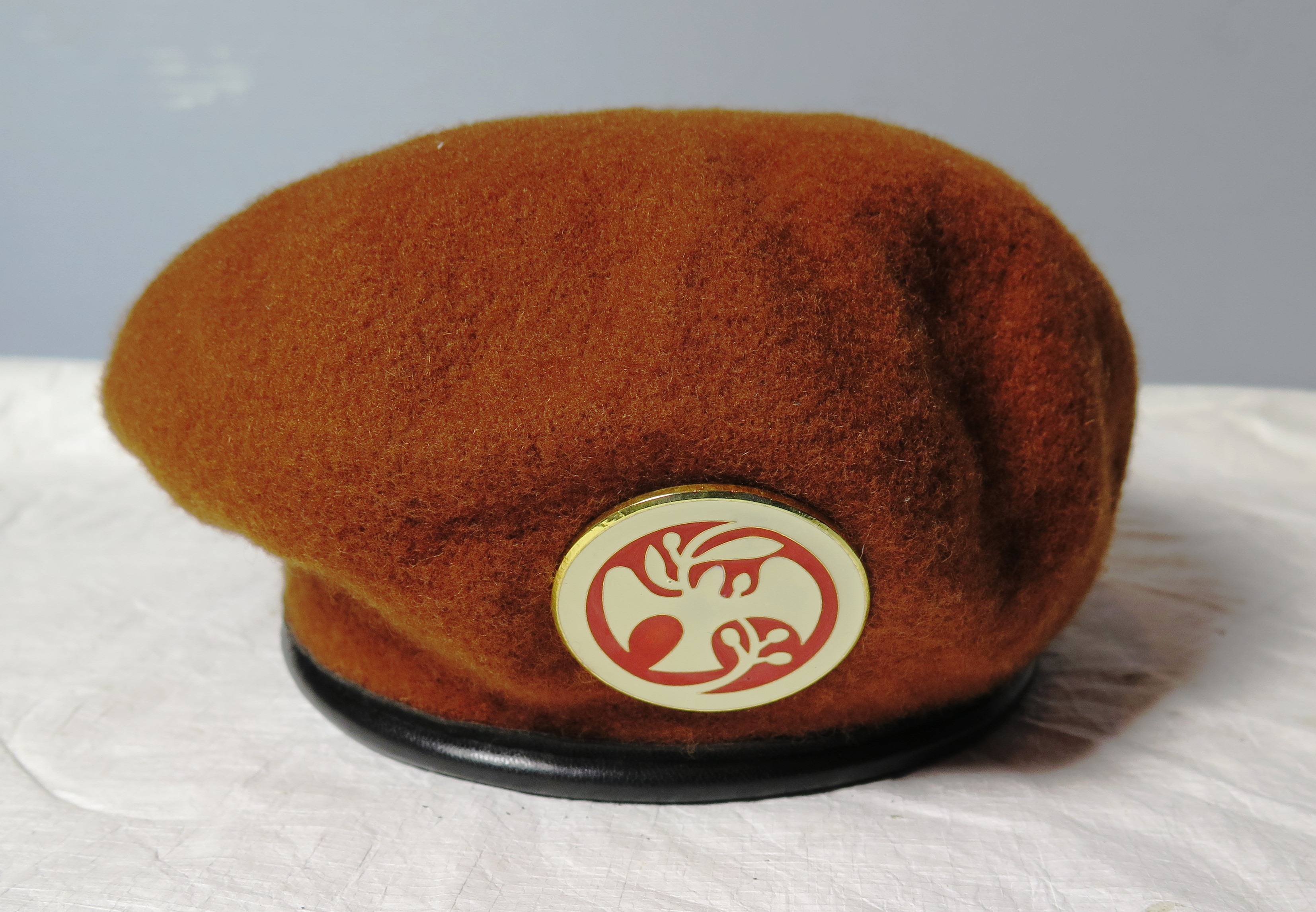
Boina MFO de feltro de lã laranja pertencente à Capitã Karyn Marie Te Moana.

É difícil manter uma boa qualidade de vida para os membros da MFO no Sinai, devido ao afastamento e à desolação da região, bem como às preocupações de segurança mais recentes. Instalações de academia, clubes, instalações médicas, bibliotecas e intercâmbios são fornecidos tanto no Acampamento Norte quanto no Acampamento Sul. Além disso, o Acampamento Norte possui uma piscina, enquanto o Acampamento Sul possui a Herb's Beach, uma seção da costa do Mar Vermelho onde é possível praticar mergulho com snorkel a poucos metros da água e ver uma variedade de peixes tropicais.
A Força possui uma revista própria, a Sandpaper bimestral e bilíngue. Publicada em inglês e espanhol, é produzida pela Assessoria de Imprensa e Visitas. Eventos esportivos são realizados em ambos os campos. Os membros são incentivados a visitar Israel e o Egito, geralmente em viagens organizadas. Há também viagens ao Monte Sinai, Luxor, Cairo, Jerusalém e outros locais no Egito e em Israel. Um sistema de televisão e rádio também atende os acampamentos Norte e Sul.
Há locais para shows ao vivo em ambos os campos e a organização norte-americana Armed Forces Entertainment oferece uma variedade de bandas, dançarinos e outros atos para manter as tropas entretidas.
Em locais de observação remotos, que podem albergar apenas uma dúzia de forças de manutenção da paz, a qualidade de vida é mais difícil de manter. Durante passeios em locais remotos, os soldados da paz têm acesso limitado à Internet, recebem equipamentos de treino de musculação e são permitidos mascotes. Não são permitidos animais de estimação nos acampamentos principais, embora haja um veterinário à disposição para manter a saúde dos animais, que quase sempre são cães.
Após a criação original da MFO, as viagens de rotina para al-Arish, Sharm el-Sheikh e uma instalação balnear perto da Faixa de Gaza eram fugas tranquilas, mas as recentes preocupações de segurança sobre possíveis atividades do Hamas mudaram isso. Da mesma forma, uma competição de bicicletas conhecida como Tour de Sinai, que começou em 1985, foi deixada de lado nos últimos anos.